# Болгари в Сербії

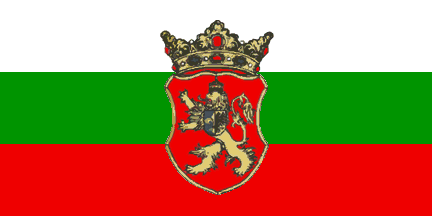
Прапор болгарської громади Сербії

Болгари в Сербії мають статус офіційно визнаної національної меншини. Станом на 2011 рік чисельність болгар у країні досягала 18 543 осіб, більшість їх проживали в містах Босилеград і Димитровград

## Демографічні дані
Болгари фігурують у перепису населення в Югославії та Сербії від 1948 року.
- 1948: 59 472
- 1953: 60 146 (з них з болгарською як рідною 59 166)
- 1961: 58 494
- 1971: 53 800 (з них з болгарською як рідною 49 942)
- 1981: 33 455 (з них з болгарською як рідною 35 269)
- 1991: 26 698 (з них з болгарською як рідною 25 408)
- 2002: 20 497 (з них з болгарською як рідною 16 459)
- 2011: 18 543 (з них з болгарською як рідною 13 337)

Згідно з переписом населення від 2011 року, в країні проживало 18 543 етнічних болгар, які розселилися переважно по містах Босилеград і Димитровград на найпівденнішому сході країни: в Босилеграді проживає 5 839 болгар (71,9 % всього населення), а в Димитровграді (він же Цариброд) — 5 413 болгар (53,5 % населення). Болгари сповідують православ'я: в гірських районах, де знаходяться Босилеград і Димитровград, майже немає мусульман. Через невелику кількістю болгарських священиків частина болгар є парафіянами Сербської православної церкви. У районах Босилеграда і Димитровграда в кожному селі є церкви: найстаріша з них датується XI століттям. Для місцевих жителів характерним є торлакська говірка сербохорватської мови. Самоназва мешканців, що жили на стику територій сучасних Сербії, Болгарії та Північної Македонії і розмовляли торлакською говіркою — «торлаки» (серб. torlaci / торлаци) або «шопи» (серб. šopi / шопи).

## Історія

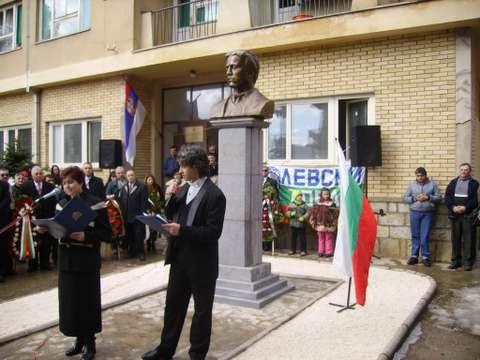
Відкриття пам'ятника Василу Левському в Босилеграді

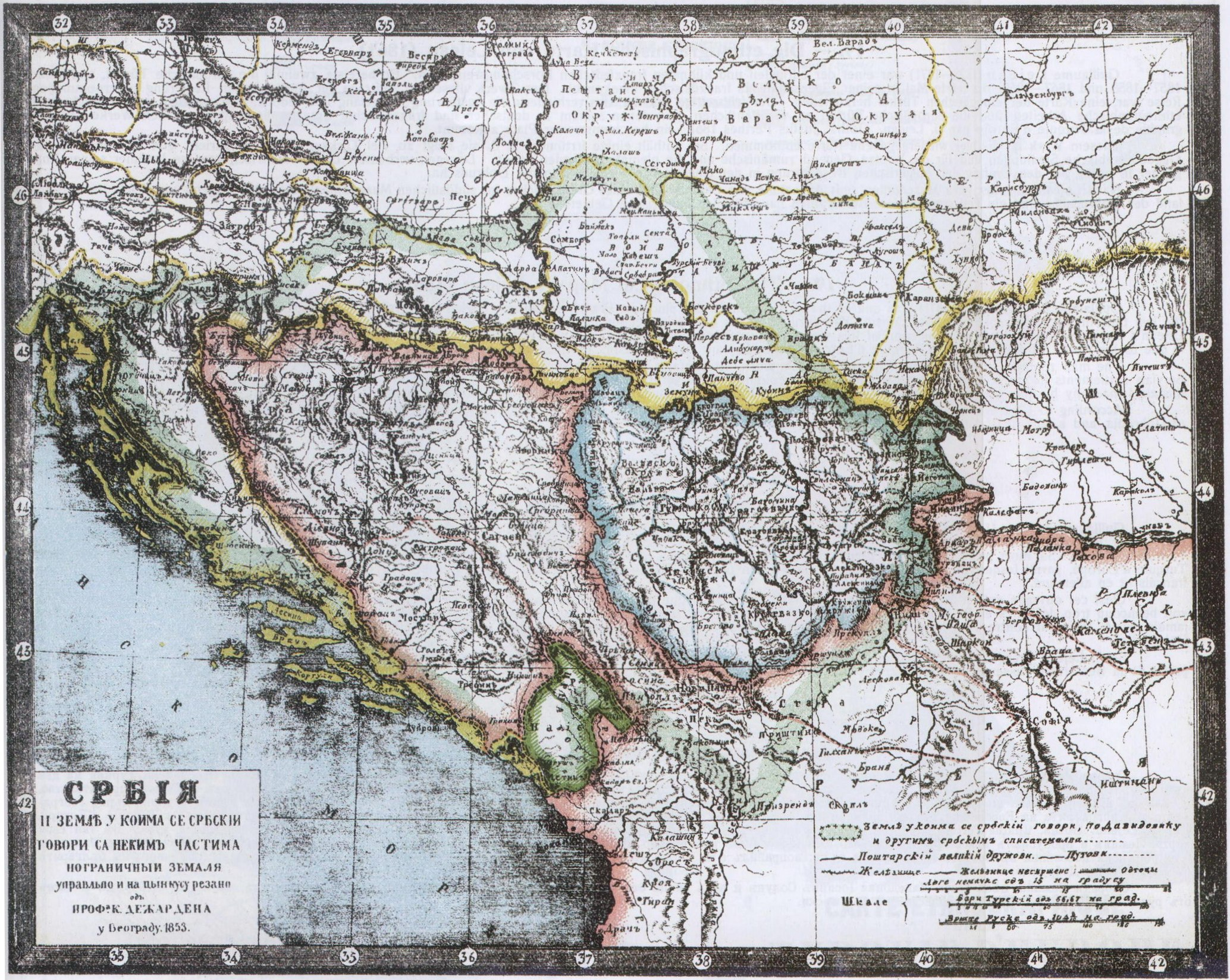
Карта професора Константана Дежардана «Сербія і землі, в яких розмовляють сербською» (1853)

До оттоманського завоювання Балкан межі регіону постійно змінювалися внаслідок протистояння Візантійської імперії, Болгарського царства та Середньовічної Сербії. Як окремий народ місцеві жителі-торлаки не виділялися. Першим письмовим джерелом торлацькою говіркою є рукопис з Темського монастиря від 1762 року за авторством монаха Кирила Живковича з Пирота, написаний, за його словами, звичайною болгарською мовою.
Якийсь мандрівник з Сілезії 1596 року писав про подорож з Софії в Ніш, розповідаючи про звірства Османської імперії, і стверджував, що серед страчених за наказом турецького султана були бідні болгарські селяни: за його словами, відрубані голови звозили до міських воріт Ніша. В 1830-і роки цю територію охопили кілька повстань: Піротське (1836), Ніське (1841) і Відінське (1850). На тій території, за даними турецьких істориків, в епоху Танзимату більша частина жителів Ніського санджака була болгарами за походженням; за даними авторів середини XIX століття, фактична межа між зонами проживання сербів і болгарів проходила на північ від Ніша. Сербські історики Димитрій Давидович (1828) і Мілан Савич (1878) як кордон визначали також і Південну Мораву. Обговорювалося питання про передання території Болгарії, відповідно до Константинопольської конференції 1876 року, і більшу частину цих земель планувалися передати болгарам за Сан-Стефанським миром. Від 1870 року ця територія, яка раніше була під юрисдикцією Константинопольської православної церкви і Пецького патріархату Сербської православної церкви, вже перейшла до Болгарської православної церкви.
Після Першої світової війни чотири області, відомі в болгарській історіографії як Західні околиці, було відібрано в Болгарії і приєднано до КСХС: стара межа проходила по озеру Власина. У міжвоєнні роки ВМРО вела підпільну боротьбу за вихід зі складу Югославії, здійснюючи часті напади на армію і поліцію — це класифікувалося владою як тероризм. Під час Другої світової війни, в якій Болгарія брала участь на стороні гітлерівської Німеччини, Західні окраїни увійшли до складу Третього Болгарського царства (приєднані Пирот та Вране), однак після війни довоєнний болгаро-югославський кордон було відновлено, і він не змінювався й після розпаду СФРЮ.

## Відомі представники
- Єлена Болгарська, дружина сербського короля і царя Стефана Уроша IV Душана, регент (1355—1356)
- Григорій Цамблак (бл. 1365—1420), середньовічний письменник, митрополит Київський і всієї Русі